# Унион Сан-Фелипе
«Унион» (исп. Club de Deportes Unión San Felipe) — чилийский футбольный клуб из города Сан-Фелипе. В настоящий момент выступает в Примере B, втором по силе дивизионе страны.

## История
Команда была основана 16 октября 1956 года, путём слияния команд «Интернасьонал» и «Таркисио» в 1970 впервые вышел в Примеру, сильнейшей дивизион страны. В 1971 году клуб добился главного достижения в своей истории, выиграв чемпионат Чили, став при этом первой командой, которая, выйдя из низшего дивизиона, сходу выиграла чемпионат. В 1971 году «Унион» принимал участие в розыгрыше Кубка Либертадорес, но вылетел после первого раунда. В 2010 году клуб принимал участие в Южноамериканском кубке и дошел в нём до 1/8 финала.

## Достижения
- Чемпион Чили (1): 1971
- Обладатель Кубка Чили (1): 2009

## Участие в южноамериканских кубках
- Кубок Либертадорес (1):
  - Первый раунд — 1972
- Южноамериканский кубок (1):
  - 1/8 финала — 2010